# Let the Music Play
Let the Music Play är ett musikalbum av Barry White som släpptes i januari 1976 på skivbolaget 20th Century Fox Records. White producerade och arrangerade själv skivan, sin vana trogen. Texterna på den här skivan behandlar mer kärleksproblem än de goda sidorna med kärlek, vilket inte hans tidigare skivor gjort i så stor utsträckning. Kommsersiellt var albumet en ganska stor framgång och White fick hitsinglar med låtarna "You See the Trouble With Me" och "Let the Music Play".

## Låtlista
1. "I Don't Know Where Love Has Gone" - 4:57
2. "If You Know, Won't You Tell Me" - 5:05
3. "I'm So Blue and You Are Too" - 7:07
4. "Baby, We Better Try to Get It Together" - 4:28
5. "You See the Trouble with Me" - 3:29
6. "Let the Music Play" - 6:15

## Listplaceringar
- Billboard 200, USA: #42[1]
- Billboard R&B Albums, USA: #8
- UK Albums Chart, Storbritannien: #22[2]
- VG-lista, Norge: #12[3]
- Topplistan, Sverige: #34[4]